# Ahrensbök
Ahrensbök è un comune di 8 333 abitanti dello Schleswig-Holstein, in Germania.
Appartiene al circondario dell'Holstein Orientale (targa OH) ed è indipendente delle comunità amministrative (Amt).

## Storia
Nella piccola cittadina dal 1933 al 1934 fu attivo il campo di concentramento di Ahrensbök.